# Борщёвский район

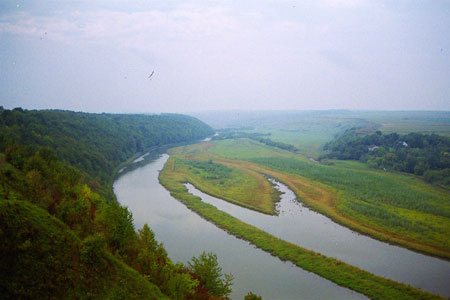
Река Збруч в Борщевском районе

Борщёвский райо́н (укр. Борщі́вський райо́н) — упразднённая административная единица на юго-востоке Тернопольской области Украины.
Административный центр — город Борщёв.

## Географическое положение
До реформы 2020 года район граничил на севере с Чортковским районом Тернопольской области, на юге — с Заставновским и Хотинским районами Черновицкой области, на западе — с Залещицким районом Тернопольской области, на востоке — с Чемеровецким и Каменец-Подольским районами Хмельницкой области. Все перечисленные районы, кроме Каменец-Подольского, упразднены в результате упомянутой реформы, а Борщёвский район стал частью укрупнённого Чортковского.
Площадь — 1006 км² (3-е место среди районов).
Основные реки —
Днестр,
Дзвина,
Драпанка,
Збруч,
Млинка,
Ничлава,
Ольховец,
Ольховый Поток,
Серет,
Хромовая,
Цыганка.

## История
Район образован в 1940 году. 21 января 1959 года к Борщёвскому району был присоединён Скала-Подольский район.
В ходе административно-территориальной реформы в Украине, в 2020 году район был упразднён, его территория вошла в состав Чортковского района. На территории района были сформированы Бильче-Золотецкая, Борщёвская, Иване-Пустенская, Мельнице-Подольская и Скала-Подольская территориальные общины.

## Демография
Население района составляло 65 731 человек (данные 2019 года), в том числе в городских условиях проживают 18 823 человека, в сельских — 46 908 человек.

## Административное устройство
На момент упразднения район включал в себя:
| - Городских советов: 1 - Поселковых советов: 2 - Сельских советов: 42 | - Городов: 1 - Посёлков городского типа: 2 - Сёл: 70 |

### Местные советы[7]
| - Борщёвский городской совет - Мельнице-Подольский поселковый совет - Скала-Подольский поселковый совет - Алексинский сельский совет - Бабинецкий сельский совет - Бильче-Золотецкий сельский совет - Бурдяковский сельский совет - Верхняковский сельский совет - Волковецкий сельский совет - Выгодский сельский совет - Высичанский сельский совет - Гермаковский сельский совет - Глубочецкий сельский совет - Горошовский сельский совет - Гуштынский сельский совет - Дзвинячский сельский совет - Днестровский сельский совет - Жилинский сельский совет - Залесский сельский совет - Збручанский сельский совет - Иванковский сельский совет - Ивано-Пустенский сельский совет - Королёвский сельский совет | - Кривченский сельский совет - Кудринецкий сельский совет - Лановецкий сельский совет - Лосяцкий сельский совет - Мушкатовский сельский совет - Ниврянский сельский совет - Озерянский сельский совет - Ольховецкий сельский совет - Пановецкий сельский совет - Пилатковский сельский совет - Пилипченский сельский совет - Пищатинский сельский совет - Сапоговский сельский совет - Сковятинский сельский совет - Стрелковецкий сельский совет - Турильченский сельский совет - Урожайновский сельский совет - Устьенский сельский совет - Худыковский сельский совет - Цыганский сельский совет - Шершеневский сельский совет - Шупарский сельский совет |

### Населённые пункты[8]
| с. Алексинцы с. Бабинцы с. Беловцы с. Бережанка с. Бильче-Золотое г. Борщёв с. Борышковцы с. Бурдяковцы с. Вербовка с. Верхняковцы с. Волковцы с. Выгода с. Высичка с. Гермаковка с. Глубочок с. Горошова с. Грабовцы с. Гуштинка с. Гуштын | с. Дзвенигород с. Дзвинячка с. Днестровое с. Дубовка с. Жилинцы с. Завалье с. Залесье с. Залучье с. Збриж с. Збручанское с. Зелёное с. Иване-Пусте с. Иванков с. Козаччина с. Констанция с. Королёвка с. Кривче с. Кудринцы с. Лановцы | с. Латковцы с. Лосяч пгт Мельница-Подольская с. Михайловка с. Михалков с. Монастырок с. Мушкаров с. Мушкатовка с. Нивра с. Озеряны с. Окопы с. Ольховец с. Пановцы с. Пилатковцы с. Пилипче с. Пищатинцы с. Подпилипье с. Сапогов пгт Скала-Подольская | с. Сковятин с. Слободка-Мушкатовская с. Стрелковцы с. Троица с. Трубчин с. Тулин с. Турильче с. Урожайное с. Устье с. Худиевцы с. Худыковцы с. Цыганы с. Шершеневка с. Шишковцы с. Шупарка с. Юрьямполь |